# 715 (číslo)
Sedm set patnáct je přirozené číslo. Následuje po čísle sedm set čtrnáct a předchází číslu sedm set šestnáct.  Římskými číslicemi se zapisuje DCCXV a řeckými číslicemi ψιε.

## Matematika
715 je:
- Pětiúhelníkové číslo
- Deficientní číslo
- Složené číslo
- Nešťastné číslo

## Astronomie
- (715) Transvaalia je planetka hlavního pásu, kterou objevil v roce 1911 Harry Edwin Wood

## Roky
- 715
- 715 př. n. l.